# Billy Cobham
William C. „Billy” Cobham (Panama, 1944. május 16. –) amerikai dobos, zeneszerző és zenekarvezető. A fúziós jazz egyik legnagyobb hatású dobosa, stílusa a robbanékony dinamizmust és a precizitást ötvözi.
Hároméves korában költözött a szüleivel New Yorkba. 1962-ben szerezte diplomáját a High School of Music & Art ütőshangszerek szakán. 1965-től 1968-ig az amerikai hadsereg zenekarában dobolt, majd 1969-ben Horace Silver zongorista zenekarához csatlakozott, ahol Stanley Turrentine szaxofonos és George Benson gitáros is játszott. Eközben a Brecker Brothersben és a Dreamsben is zenélt. Ezt követően Miles Davis lemezfelvételein játszott. 1971-ben John McLaughlin Mahavishnu Orchestrájához csatlakozott. 1973-ban megalapította saját együttesét. Legnagyobb sikerét az első, 1973-ban kiadott Spectrum című lemezével érte el.
1987-ben beiktatták a Modern Drummer Hall of Fame-be, 2013-ban pedig a Classic Drummer Hall of Fame-be.